# Peyton Randolph
Peyton Randolph (Filadelfia, 10 settembre 1721 – Williamsburg, 22 ottobre 1775) è stato un politico statunitense.

## Biografia
Esponente di spicco della colonia della Virginia e della House of Burgesses, rivestì importanti cariche dell'epoca, come quella di presidente del Congresso Continentale. Nipote di William Randolph, i suoi genitori furono Sir John Randolph e Susannah Beverley; anche suo fratello, John Randolph, ebbe notevole importanza in quegli anni. Dopo aver frequentato il College di William e Mary, sposò la sorella di Benjamin Harrison V. Suo nipote fu Edmund Randolph.